# بول سميث (ملحن)
بول سميث (بالإنجليزية: Paul Smith)‏ (و. 1906 – 1985 م) هو ملحن، وموزع، ومؤلفو موسيقى تصويرية، من الولايات المتحدة الأمريكية، ولد في ميشيغان، توفي في غلينديل، كاليفورنيا، عن عمر يناهز 79 عاماً.

## جوائز وترشيحات
حصل على جوائز منها:
- جائزة الأوسكار لأفضل موسيقى تصويرية، عن عمل: بينوكيو.

ترشح لـ:
- جائزة الأوسكار لأفضل موسيقى أصلية أو مقتبسة أو معالجة  [لغات أخرى]‏، عن عمل: سنو وايت والأقزام السبعة
- جائزة الأوسكار لأفضل نتيجة موسيقي أصلية  [لغات أخرى]‏، عن عمل: السادة الأفاضل الثلاثة
- جائزة الأوسكار لأفضل نتيجة موسيقي أصلية  [لغات أخرى]‏، عن عمل: أغنية الجنوب
- جائزة الأوسكار لأفضل نتيجة موسيقي أصلية  [لغات أخرى]‏، عن عمل: سندريلا
- جائزة الأوسكار لأفضل موسيقى تصويرية دراماتيكية أو كوميدية أصلية، عن عمل: Victory Through Air Power (film) [الإنجليزية]‏
- جائزة الأوسكار لأفضل موسيقى تصويرية، عن عمل: بينوكيو
- جائزة الأوسكار لأفضل نتيجة موسيقي أصلية  [لغات أخرى]‏، عن عمل: اهلا بالأصدقاء
- جائزة الأوسكار لأفضل موسيقى أصلية أو مقتبسة أو معالجة  [لغات أخرى]‏، عن عمل: Perri (film) [الإنجليزية]‏.

## وصلات خارجية
- بول سميث على موقع IMDb (الإنجليزية)
- بول سميث على موقع ميوزك برينز (الإنجليزية)
- بول سميث على موقع أول موفي (الإنجليزية)
- بول سميث على موقع قاعدة بيانات الأفلام السويدية (السويدية)
- بول سميث على موقع ديسكوغز (الإنجليزية)
- بول سميث على موقع قاعدة بيانات الفيلم (الإنجليزية)
- بول سميث على موقع كينوبويسك (الروسية)